# شهرستان یو (شانشی)
شهرستان یو (به انگلیسی: Yu County) یک شهرستان در چین است که در یانگکوان واقع شده‌است.